# Kruisstraat (Haarlem)
De Kruisstraat is een winkelstraat in de Binnenstad van Haarlem. De straat verbindt samen met de Kruisweg en de Barteljorisstraat de Grote Markt met het Kennemerplein en De Bolwerken nabij het Station Haarlem. De straat fungeert als belangrijke verkeersader voor langzaamverkeer, mede doordat de straat autoluw is en een belangrijke noord-zuidroute vervult. Evenwijdig aan de Kruisstraat en -weg liggen de Jansstraat en Jansweg.

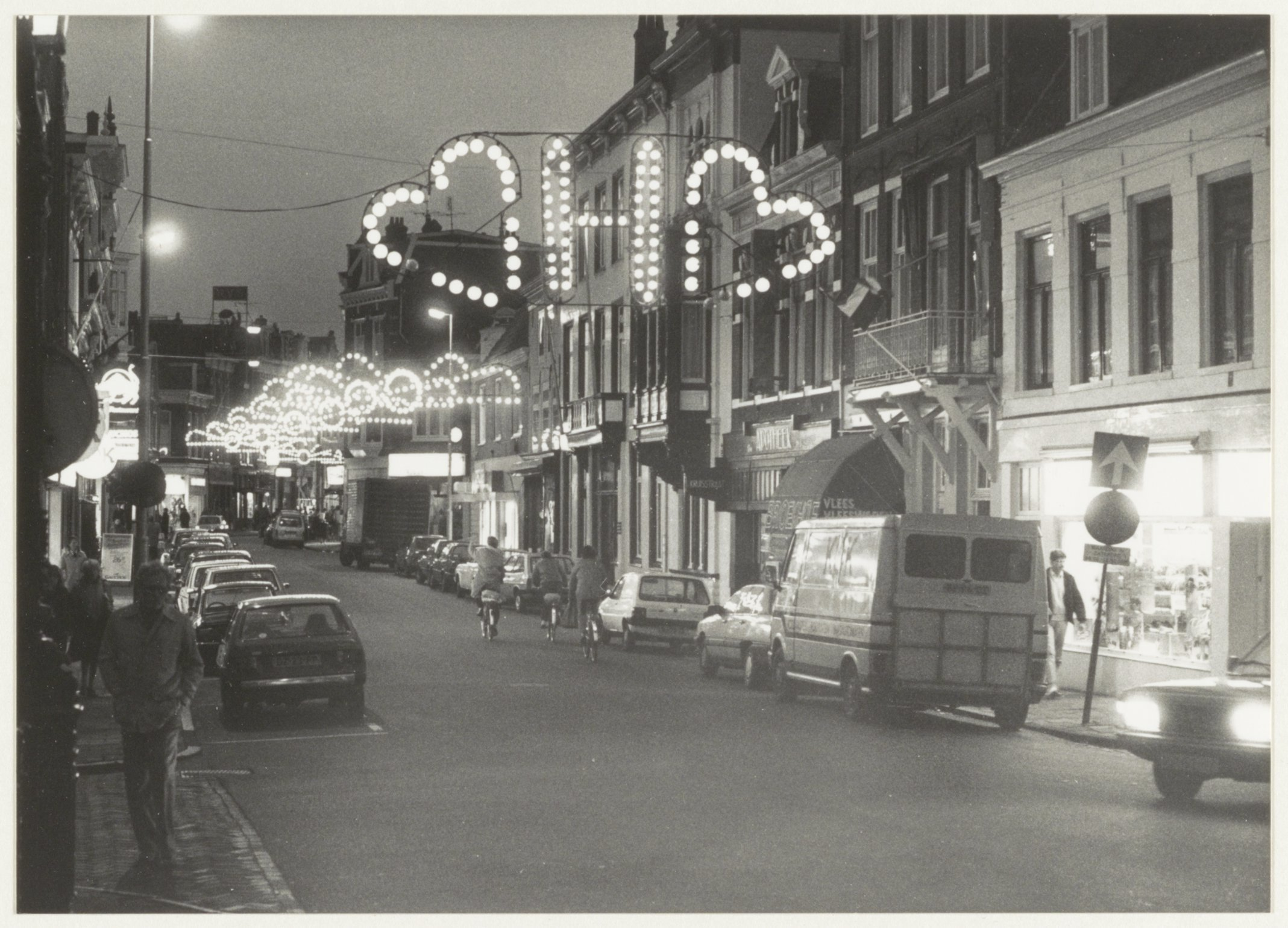
De Kruisstraat november 1987

De Kruisstraat fungeert als belangrijke noord-zuidroute in de Binnenstad en is onderdeel van de Rode Loper, dit is een autoluw gebied voor voetgangers en fietsers in het centrum van Haarlem. De Kruisstraat begint ter hoogte van de kruising met Krocht, Barteljorisstraat en de Smedestraat. Als je deze twee laatste straten vervolgt, kom je uit op de Grote Markt. Bij deze kruising ligt op de hoek met Krocht het rijksmonumentale Hofje van Oorschot. Vanaf deze kruising loopt de straat in noordelijke richting verder naar het station en hetStationsplein. Straten die uitkomen op de Kruisstraat zijn de Nassaustraat, de Nieuwe Kruisstraat en de Ridderstraat. Vlak voor de kruising met de Nieuwe Gracht en de Kruisbrug, stond de Kruispoort ter hoogte van het filiaal van Albert Heijn. Na het passeren van de Kruisbrug gaat de straat verder richting het Station Haarlem als de Kruisweg.